# Фэрбэрн, Джон (скелетонист)
Джон Фэрбэрн (англ. John Fairbairn, 28 декабря 1983, Калгари, Альберта) — канадский скелетонист, выступающий за сборную Канады с 2006 года. Бронзовый призёр чемпионата мира в смешанной дисциплине по бобслею и скелетону, многократный призёр национального первенства, кубков Америки и Европы, участник зимних Олимпийских игр в Сочи.

## Биография
Джон Фэрбэрн родился 28 декабря 1983 года в городе Калгари, провинция Альберта. Активно заниматься скелетоном начал в возрасте двадцати трёх лет, в ноябре 2006 года дебютировал в Кубке Америки, показав на домашней трассе в Калгари двадцать третий результат. Некоторое время соревновался только на юниорских стартах, пока в сезоне 2007/08 вновь не вернулся в основной состав национальной команды. Так, в январе на этапе американского кубка в Калгари пришёл к финишу третьим, завоевав первую медаль. Через год впервые поучаствовал в заездах Кубка Европы, выиграл две серебряные награды и одну бронзовую, расположившись в общем зачёте на четвёртой позиции.
В январе 2009 года Фэрбэрн дебютировал в Межконтинентальном кубке, но на первом же этапе на трассе итальянской Чезаны финишировал только двадцать вторым. Также он взял бронзу национального первенства, и 27 ноября 2010 года состоялось его первое выступление на Кубке мира, это был домашний этап в Уистлере, где спортсмен занял одиннадцатое место. При этом в январе, участвуя в состязаниях смешанных команд, занял первое место и удостоился золотой медали. На чемпионате мира 2011 года в немецком Кёнигсзее был пятнадцатым, а после завершения всех кубковых этапов разместился в мировом рейтинге сильнейших скелетонистов на тринадцатой строке. В 2012 году на мировом первенстве в американском Лейк-Плэсиде в составе смешанной канадской команды выиграл бронзу, тогда как в мужском одиночном разряде закрыл десятку лучших. Кубковый цикл этого сезона окончил на одиннадцатой позиции общего зачёта.
В 2014 году Фэрбэрн побывал на Олимпийских играх в Сочи, где финишировал седьмым.